# Bert Trautmann
Bernhard Carl Trautmann (22. října 1923 Brémy – 19. července 2013 La Llosa) byl německý fotbalový brankář, který strávil většinu kariéry v anglickém klubu Manchester City FC.
V mládí se věnoval fotbalu, atletice a házené v brémském klubu Blau und Weiss. Byl zapáleným členem Hitlerjugend a jako dobrovolník narukoval k Luftwaffe, bojoval na východní frontě a získal Železný kříž. Později se zúčastnil bojů ve Francii. V březnu 1945 byl zatčen spojeneckými vojáky a prošel zajateckými tábory na britských ostrovech. Po válce v Anglii zůstal a stal se v roce 1949 hráčem Manchesteru City. Zpočátku vedla jeho nacistická minulost k masovým protestům manchesterských obyvatel, pak se ale stal idolem fanoušků a odehrál za klub 545 zápasů. V roce 1956 navzdory zlomenině krčního obratle přispěl k vítězství svého týmu ve finále FA Cupu a získal jako první fotbalista narozený mimo britské ostrovy cenu Hráč roku dle FWA. Hráčskou kariéru ukončil v roce 1964 a působil jako trenér v Barmě, Libérii a Pákistánu. Vydal autobiografickou knihu Steppes to Wembley. V roce 2004 mu byl udělen Řád britského impéria.
V roce 2018 o něm Marcus H. Rosenmüller natočil životopisný film Brankář, v němž ztvárnil hlavní roli David Kross.

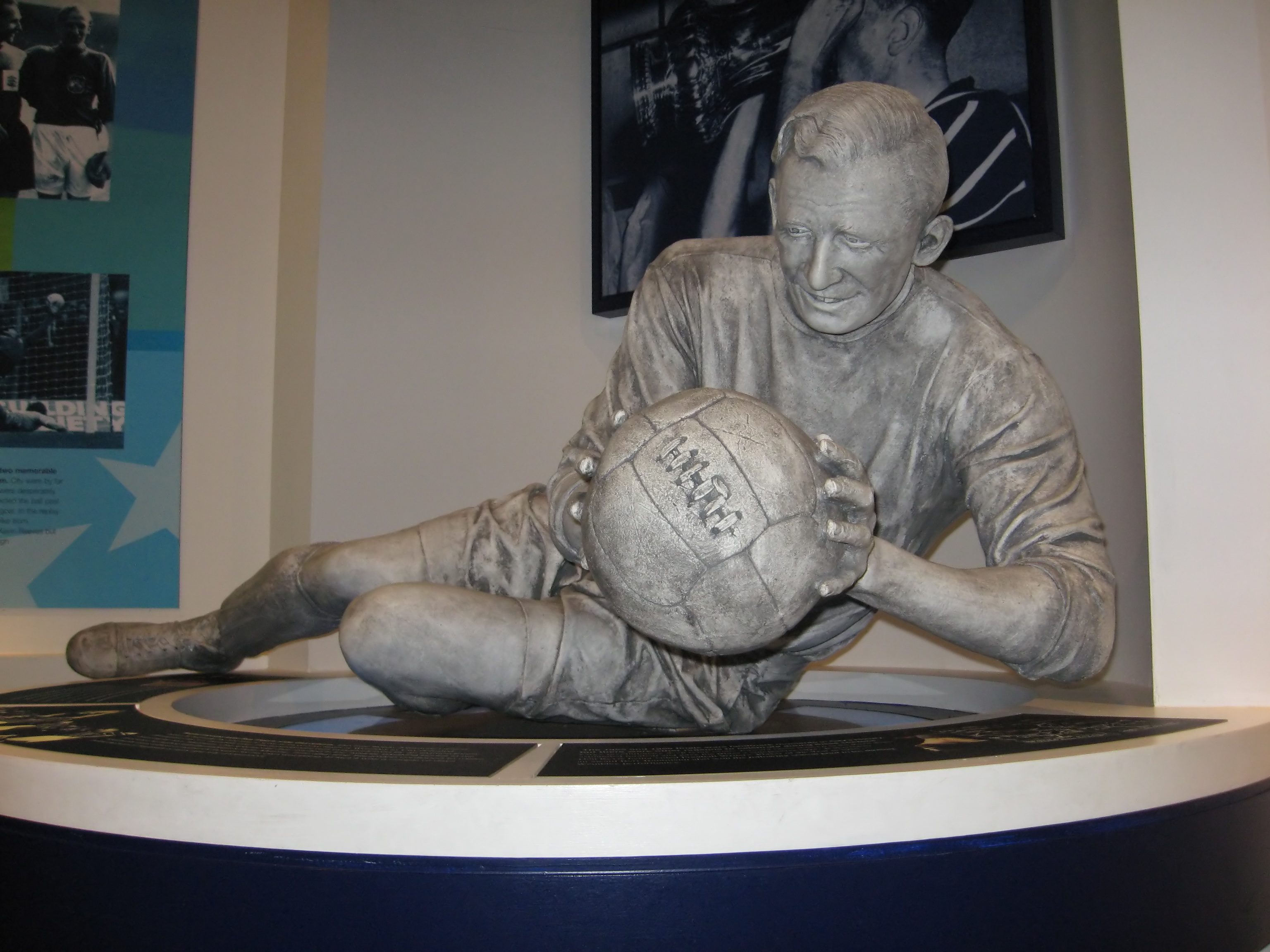
Trautmannova socha v muzeu MCFC